# Xihua
Xihua  (en chino, 西华; pinyin, Xīhuá (escuchar)ⓘ) es un condado  bajo la administración directa de la Prefectura Zhoukou en la Provincia de Henan, República Popular China.  Su área es de 1206 km² y su población total para 2020 superó los 780 mil habitantes. 

## Administración
Desde marzo de 2024, el  Condado Xihua  se divide en 21 pueblos  administrados en 4 subdistritos,  9 poblados y 8 villas.

## Toponimia
El topónimo Xihua [/xi-Juá/] se compone de los sinogramas Xi (occidente) y Hua (nombre propio).
Xihua se originó en el Período de Primavera y Otoño, cuando era el feudo del clan Hua (华氏), un alto funcionario del Estado Song. Dicho clan era tan grande, que el feudo fue dividido en oriente (Dong Hua) y occidente (Xi Hua). Durante la Dinastía Han, la parte occidental se estableció como condado, de ahí su nombre.